# Darioush Shirvani
Darioush Shirvani (* 20. März 1963 in Schiras, Iran) ist ein deutsch-iranischer Filmemacher und Musiker.

## Leben
Bereits in frühen Jahren begann Shirvani seine künstlerische Laufbahn mit der Malerei. Er war vier Jahre lang Schüler des Malermeisters Kazem Adjdari in Schiras. Sein Interesse an der Musik musste er wegen der dort herrschenden, gesellschaftlichen Zwänge erst einmal zurückstellen. Später konnte er dann seine Interessen durchsetzen und besuchte die „Barbád“ Musikschule in Schiras. Hier wurde er von seinen jüdischen Lehrern in Musiktheorie, Violine und Santoor unterrichtet. Bald begann Shirvani, einfache Stücke selbst zu komponieren, die sich schon damals von der traditionellen Musik abhoben. Die klassische iranische Musik, und die so genannten „Dastgah“ oder „Radif“, lehrten ihn verschiedene Lehrmeister, wie etwa Latif Ne'man und Said Bahari.
Die erste Filmerfahrung hatte Shirvani bereits als 14-Jähriger mit einer Super-8-Kamera gesammelt. Später wurde er Mitglied einer Jugendgruppe, in der er unter fachlicher Betreuung mehrere Super-8-Filme drehte. Mit 17 Jahren wurde er Mitglied des Stadttheaters Ensemble Schiras (Theatre Shahr-e Shiraz). Er fungierte unter der Regiearbeit von Nader Shahsavari und Khosro Mohazeb als Schauspieler und Regieassistent. Von 1980 bis 1985 versuchte er im Iran insgesamt sechs Spielfilme zu realisieren, doch konnte er wegen der vorherrschenden Zensur und der politischen Verfolgung keinen Film fertigstellen. Schließlich musste er im Jahre 1985 aus seinem Heimatland fliehen.
Shirvani lebt seit 1986 in Deutschland, wo er verschiedene Musikrichtungen und andere Kulturen kennenlernte. So hatte er in den unterschiedlichsten Musikensembles (Klassik, Pop, Jazz, Folklore, Südamerikanisch, Türkisch und Indisch) mitgespielt. In Deutschland hat er bisher fünf Filme produziert und mehrere Drehbücher geschrieben.

## Pressestimmen
Alle Filme, die Shirvani in Deutschland produzierte, sind sogenannte Independent Filme, die ohne Beteiligung einer Filmförderung, eines Fernsehsenders, oder einem Verleih produziert und auf Filmfestivals und in Kinos aufgeführt wurden. Trotzdem wurde die Presse auf seine Filme aufmerksam.
Über den Film „Ich heiße Joseph“ vermerkte Robert Brunner in der Augsburger Allgemeine: „Detailgenaue Milieustudie, das Schicksal eines Einzelfalles. Der „No budget“-Film ist für sein 16-mm Format technisch perfekt.“

Klaus-Peter Hess und Patrick Wildermann von der Tageszeitung, Münster schrieben: „...von der Jury unbedacht blieb der heikelste, aber auch aufwühlendste Wettbewerbsbeitrag „Ich heiße Joseph“, das von Darioush Shirvani mit professioneller Sicherheit und der Sensibilität eines leidenschaftlichen Geschichtenerzählers inszenierte Drama eines Trinkers, ...“
Insbesondere der Kinofilm „Schattenmenschen“ konnte, trotz eingeschränkter Vorführungen in deutschen Kinos, ein breites Presseecho erzielen. Viel Lob bekamen auch die Hauptdarsteller des Filmes, allen voran der deutsche Schauspieler Peter Reinwarth. So schrieb die Münstersche Zeitung: „Shirvanis filmische Poetik sozialer Armut gewinnt ihre Authentizität durch Bilder, die ihre finanzielle Mittellosigkeit nicht verbergen und dadurch doch eine besondere Freiheit des Ausdrucks bewirken. Die charaktervolle Ausstrahlung der Darsteller gehört zu den Stärken des Films. Ein Film wie ein kleiner Himmel für Obdachlose.“

Programmkino.de schrieb: „… gespielt wird gut. Peter Reinwarth als sich exemplarisch verhaltender Paul ist sehenswert. Ein ebenso nüchterner wie sensibler, formal einfacher Film, der Beachtung verdient.“
Shirvani hat zahlreiche Stücke für Soloinstrumente und Orchester sowie Songs komponiert und veröffentlicht. Für mehrere Theaterstücke und auch für seine eigenen Filme hat er die Musik komponiert. Zum 100-jährigen Jubiläum von Wolfgang Amadeus Mozart wurde er vom Bayerischen Rundfunk beauftragt, ein Musikprogramm auf seine Art zu arrangieren, das bereits mehrfach gesendet wurde.
Shirvanis Werke (sowohl in der Musik, als auch im Film) wurden von der Presse positiv bewertet. Viele Musikkritiker sind von seiner Virtuosität auf der Violine und dem Santoor durchaus beeindruckt. So schrieb zum Beispiel Theresia Wildfeuer von der Passauer Neue Presse: „Einfühlsame und virtuos… Faszinierente, klangvolle Werke.“ Oder Barbara Cerveny von der Süddeutschen Zeitung: „Ergreifend und beseelt…“. Uhr von der Saarbrücker Zeitung vermerkte: „Unverwechselbar der Violin-Ton: schlank, obertonig, nahezu körperlos“. Und Angela Bachmair von der Augsburger Allgemeine: „Virtuose und beschauliche Musik“.

## Auszeichnungen
- 1999: Musik Stipendiums Preis der Stadt München
- 2002: Künstler des Jahres, ausgewählt von den Deutsch-Türkischen Freundschaftsverein und die Universität Augsburg

## Filmografie (Filme in Deutschland)
- 1989: Die menschliche Situation, Dokumentarfilm
- 1991: Die Verbindung, Spielfilm
- 1993: Asylpolitik in Deutschland, Kurzspielfilm
- 1996: Ich heiße Joseph, Spielfilm
- 2012: Schattenmenschen, Spielfilm

## Diskografie
- 1999: Jour solitaire (12 Duette für Vilonie und Santoor mit Viola da Gamba)
- 2005: In der Einsamkeit (11 Stücke für Harfe, Klarinette, Flöte und Orchester)
- 2015: From Light to Love (14 Stücke für Violine, Santoor  und Orchester)